# Jud Süß (filme de 1940)
Jud Süß (bra: O Judeu Süss) foi um filme transmitido durante o Terceiro Reich, idealizado por Joseph Goebbels, ministro da Propaganda Nazista. O filme era uma implícita propaganda antissemita, que ajudou a criar o clima de guerra e repressão desejado pelos membros do Partido Nazista.